# Бленджява
Бленджява (устар. Блинджава; лит. Blendžiava) — река в Литве, в пределах Тельшяйского и Клайпедского уездов. Левый приток реки Салантас (бассейн Балтийского моря).
Длина — 30,5 км, площадь водосборного бассейна — 85,5 км².
Берёт своё начало около села Годеляй Плунгеского района. Течёт по территории Салантайского регионального парка и мимо сёл Кадайце, Шатейкай, Скаудаляй, Кулсодис. Основные притоки: Колупис и Ионупис.